# ت ع م-10:00
التوقيت العالمي المنسق -10:00 أو ت ع م-10:00 {بالإنجليزية:UTC-10:00} هو مقابلة الوقت المحلي للتوقيت العالمي المنسق، حيث ينقص فيه الوقت المحلي عن التوقيت العالمي بقدار 10 ساعة (-10).